# Bruant à tête rousse
Emberiza bruniceps
Espèce
Statut de conservation UICN

 LC  : Préoccupation mineure

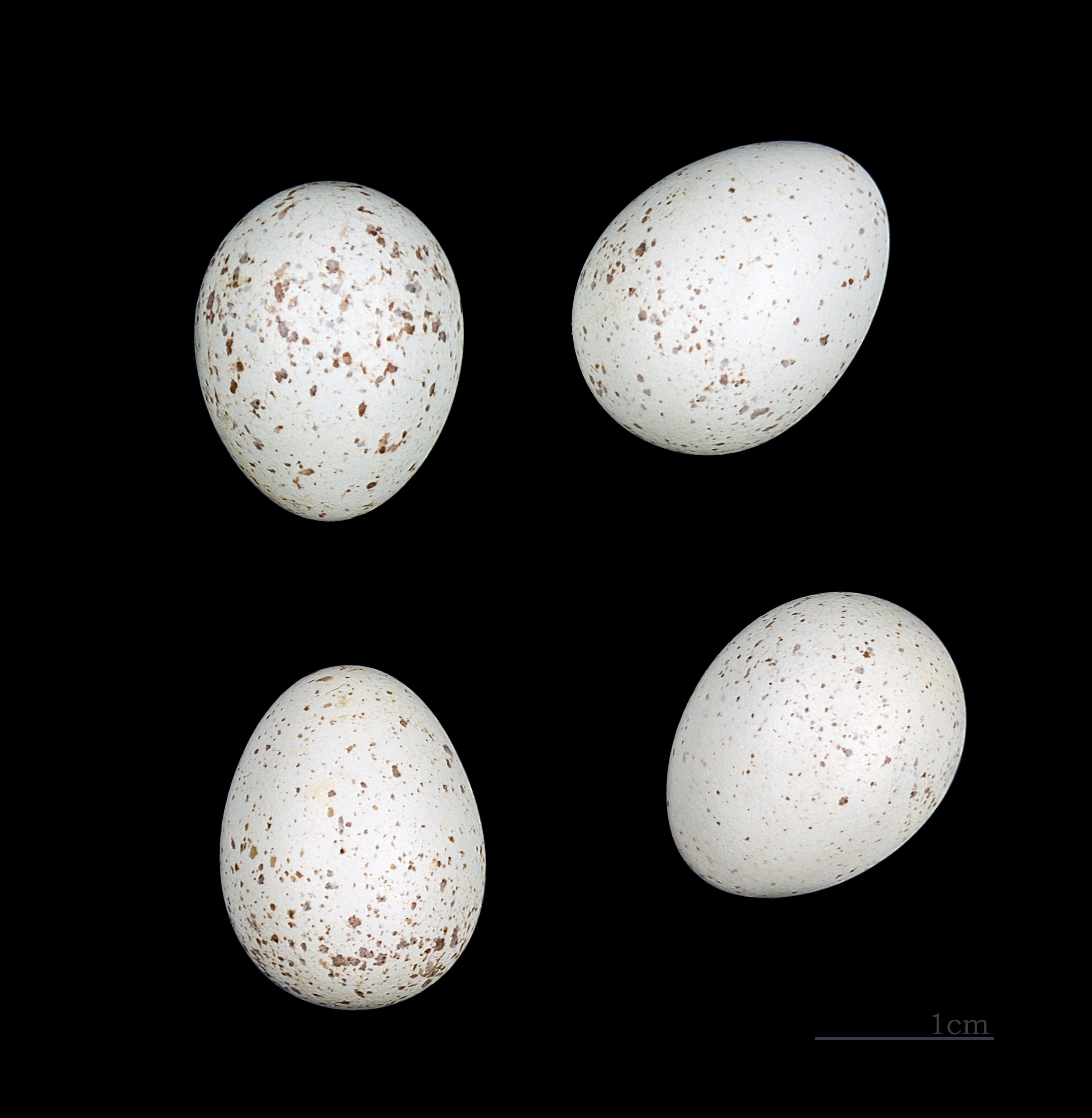
Œufs de Bruant à tête rousse Muséum de Toulouse

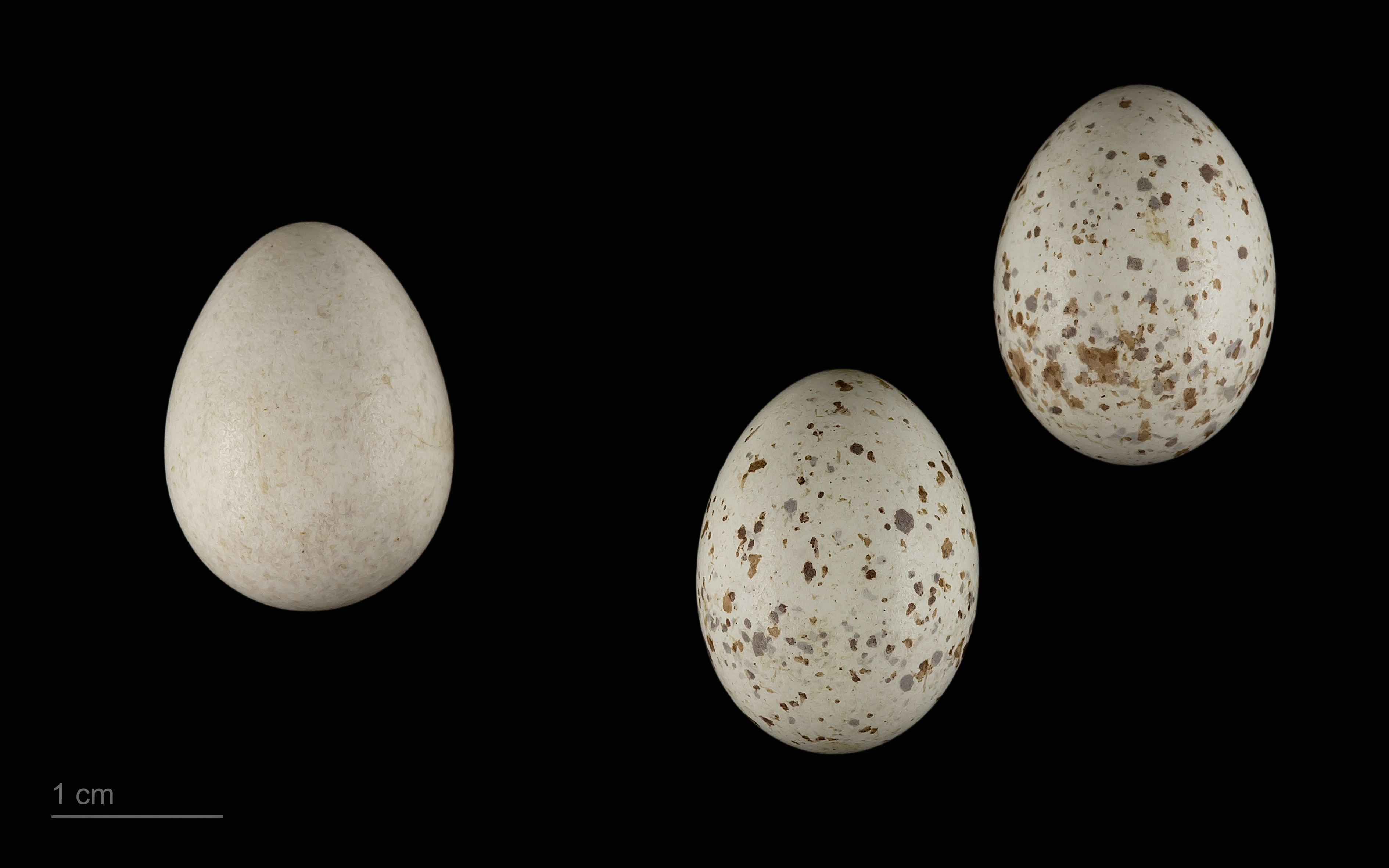
Œuf de Cuculus canorus canorus dans une couvée de Emberiza bruniceps - Muséum de Toulouse

Le Bruant à tête rousse (Emberiza bruniceps) est une espèce de passereau appartenant à la famille des Emberizidae. D'après Alan P. Peterson, c'est une espèce monotypique.

## Historique et dénomination
L'espèce Emberiza bruniceps a été décrite par le naturaliste allemand Johann Friedrich von Brandt en 1841 .